# 房企地
房企地（?—?），隋代群雄将领之一，羌人，大业末年投靠薛举。武德元年薛仁杲投降李唐后也一并归顺，但是由于在长安城内非常不快，再次聚集数千手下叛逃，流窜于州郡之间，杀掠无数。一直逃到汉川后和前来围剿的庞玉所部相战并打败了庞玉，不久之后在始州地域抢到了魏衡的妻子王氏，欲要强迫她改嫁于他，被魏衡以奉上梁州城为饵才作罢。在前往梁州的路上，有一次晚上饮酒醉卧，被王氏寻机用他的佩刀斩首。而后其首级被王氏送到了已经赶到梁州的叛军，叛军不战而散，王氏因此被赐崇义夫人。

### 书目
- 旧唐书
- 册府元龟
- 资治通鉴

### 引用
1. ↑  《资治通鉴》卷一八六：“初羌豪旁企地以所部附薛举「旁步光翻羌姓也」”
2. ↑  《资治通鉴》卷一八六：“及薛仁果败企地来降留长安企地不乐「企去智翻乐音洛」”
3. ↑  《资治通鉴》卷一八六：“帅其众数千叛入南山出汉川「帅读曰率此自长安南山诸谷出汉川汉川即汉中」”
4. ↑  《资治通鉴》卷一八六：“武候大将军庞玉击之为企地所败「败补迈翻」”
5. ↑  《旧唐书》列传第一四三：“武德初薛仁杲旧将房企地侵掠梁郡因获王氏逼而妻之”
《资治通鉴》卷一八六：“企地「据张校补」行至始州「普安汉梓潼县广汉郡治焉宋置南安郡梁置南梁州后改安州西魏改为始州大业初改为普安郡唐复为始州先天二年改为剑州」掠女子王氏”
《册府元龟》卷一三八：”旁企地侵掠梁部因获王氏逼而妻之“
6. ↑  《旧唐书》列传第一四三：“后企地渐强盛衡谋以城应贼”
7. ↑  《资治通鉴》卷一八六：“与俱醉卧野外王氏拔其佩刀斩首送梁州”
《旧唐书》列传第一四三：“饮酒醉卧王氏取其佩刀斩之”
《册府元龟》卷一三八：“未至数十里饮酒醉卧王氏取其佩刀斩之”
8. ↑  《册府元龟》卷一三八：“携其首入城众乃散”
《资治通鉴》卷一八六：“斩首送梁州「唐改汉川郡为梁州」其众遂溃”
《旧唐书》列传第一四三：“携其首入城贼众乃散”
9. ↑  《旧唐书》列传第一四三：“高祖大悦封为崇义夫人舍衡同贼之罪”
《资治通鉴》卷一八六：“诏赐王氏号为崇义夫人”
《册府元龟》卷一三八：“帝大悦封为崇义夫人仍赦衡同贼之罪”